# Monographella abscondita
Monographella abscondita är en sporsäcksvamp som tillhör ordningenkolkärnsvampar. Arten beskrevs av Peter Döbbeler och Josef Poelt och ingår i släktet Monographella. M. abscondita växer i fjällen, på substratet husmossa.

## Förekomst i Sverige
Arten är bara känd i Sverige från ett fynd i Torne Lappmark, men den bör kunna finnas på fler platser.